# Hull (Georgia)
Hull – miasto w Stanach Zjednoczonych, w stanie Georgia, w hrabstwie Madison.